# Olympische Winterspiele 1948/Teilnehmer (Italien)
| Gelbes Symbol für Goldmedaillen mit stilisierten Olympischen Ringen | Graues Symbol für Silbermedaillen mit stilisierten Olympischen Ringen | Braundes Symbol für Bronzemedaillen mit stilisierten Olympischen Ringen |
| ------------------------------------------------------------------- | --------------------------------------------------------------------- | ----------------------------------------------------------------------- |
| 1                                                                   | —                                                                     | —                                                                       |

Italien nahm an den V. Olympischen Winterspielen 1948 in St. Moritz mit einer Delegation von 55 Athleten, davon drei Frauen, teil.
| Bob                              | Nino Bibbia Giancarlo Ronchetti Edilberto Campadese Luigi Cavalieri | Viererbob          | 6     | Italien I                      |  |  |  |  |
| Bob                              | Nino Rovelli Enrico Airoldi Vittorio Fulonari Remo Airoldi | Viererbob          | 11    | Italien II                     |  |  |  |  |
| Bob                              | Nino Bibbia Edilberto Campadese | Zweierbob          | 8     | Italien I                      |  |  |  |  |
| Bob                              | Mario Vitali Dario Poggi | Zweierbob          | 6     | Italien II                     |  |  |  |  |
| Eishockey                        | Gianantonio Zopegni Constanzo Mangini Claudio Apollonio Giancarlo Bassi Mario Bedogni Luigi Bestagini Giancarlo Bucchetti Carlo Bulgheroni Ignazio Dionisi Arnaldo Fabris Vincenzo Fardella Aldo Federici Umberto Gerli Dino Innocenti Dino Menardi Otto Rauth Franco Rossi | -                  | 8     |                                |  |  |  |  |
| Eiskunstlauf                     | Carlo Fassi | Herren             | 15    |                                |  |  |  |  |
| Eiskunstlauf                     | Carlo Fassi | Paarlauf           | 13    | zusammen mit Grazia Barcellona |  |  |  |  |
| Eisschnelllauf                   | Fernando Alloni | 5000 m             | 37    |                                |  |  |  |  |
| Eisschnelllauf                   | Giorgio Cattaneo | 500 m              | 36    |                                |  |  |  |  |
| Eisschnelllauf                   | Giorgio Cattaneo | 1500 m             | 34    |                                |  |  |  |  |
| Eisschnelllauf                   | Enrico Musolino | 500 m              | 32    |                                |  |  |  |  |
| Eisschnelllauf                   | Enrico Musolino | 1500 m             | 32    |                                |  |  |  |  |
| Eisschnelllauf                   | Enrico Musolino | 5000 m             | 36    |                                |  |  |  |  |
| Eisschnelllauf                   | Guido Caroli | 1500 m             | 36    |                                |  |  |  |  |
| Eisschnelllauf                   | Guido Caroli | 5000 m             | 31    |                                |  |  |  |  |
| Skeleton                         | Nino Bibbia | -                  | Gold  |                                |  |  |  |  |
| Ski Alpin                        | Silvio Alverà | Abfahrt            | 6     |                                |  |  |  |  |
| Ski Alpin                        | Silvio Alverà | Kombination        | 5     |                                |  |  |  |  |
| Ski Alpin                        | Silvio Alverà | Slalom             | 4     |                                |  |  |  |  |
| Ski Alpin                        | Eugenio Bonicco | Abfahrt            | 32    |                                |  |  |  |  |
| Ski Alpin                        | Vittorio Chierroni | Abfahrt            | 21    |                                |  |  |  |  |
| Ski Alpin                        | Vittorio Chierroni | Kombination        | 7     |                                |  |  |  |  |
| Ski Alpin                        | Vittorio Chierroni | Slalom             | 30    |                                |  |  |  |  |
| Ski Alpin                        | Zeno Colò | Abfahrt            | dq    |                                |  |  |  |  |
| Ski Alpin                        | Zeno Colò | Slalom             | 14    |                                |  |  |  |  |
| Ski Alpin                        | Carlo Gartner | Abfahrt            | 6     |                                |  |  |  |  |
| Ski Alpin                        | Roberto Lacedelli | Abfahrt            | dq    |                                |  |  |  |  |
| Ski Alpin                        | Roberto Lacedelli | Slalom             | dq    |                                |  |  |  |  |
| Ski Nordisch                     | Vincenzo Perruchon Silvio Confortola Rizzieri Rodeghiero Severino Compagnoni | 4 × 10 km Langlauf | 6     |                                |  |  |  |  |
| Ski Nordisch                     | Arcangelo Chiocchetti | 18-km-Langlauf     | 52    |                                |  |  |  |  |
| Ski Nordisch                     | Bruno Da Col | Spezialsprunglauf  | 18    |                                |  |  |  |  |
| Ski Nordisch                     | Severino Compagnoni | 18-km-Langlauf     | 22    |                                |  |  |  |  |
| Ski Nordisch                     | Silvio Confortola | 50-km-Langlauf     | 18    |                                |  |  |  |  |
| Ski Nordisch                     | Vincenzo Perruchon | 18-km-Langlauf     | 54    |                                |  |  |  |  |
| Ski Nordisch                     | Alfred Prucker | 18-km-Langlauf     | 29    |                                |  |  |  |  |
| Ski Nordisch                     | Alfred Prucker | Kombination        | 14    |                                |  |  |  |  |
| Ski Nordisch                     | Christiano Rodeghiero | 18-km-Langlauf     | 35    |                                |  |  |  |  |
| Ski Nordisch                     | Christiano Rodeghiero | 50-km-Langlauf     | 13    |                                |  |  |  |  |
| Ski Nordisch                     | Stefano Sommariva | 50-km-Langlauf     | dnf   |                                |  |  |  |  |
| Ski Nordisch                     | Igino Rizzi | Spezialsprunglauf  | 45    |                                |  |  |  |  |
| Ski Nordisch                     | Rizzieri Rodeghiero | Kombination        | 15    |                                |  |  |  |  |
| Ski Nordisch                     | Alberto Tassotti | 18-km-Langlauf     | 50    |                                |  |  |  |  |
| Ski Nordisch                     | Alberto Tassotti | Kombination        | 14    |                                |  |  |  |  |
| Ski Nordisch                     | Aldo Trivella | Spezialsprunglauf  | 38    |                                |  |  |  |  |
| Ski Nordisch                     | |                    |       |                                |  |  |  |  |
| Weibliche Teilnehmer aus Italien | |                    |       |                                |  |  |  |  |
| Sportart                         | Sportler | Disziplin          | Platz | Bemerkung                      |  |  |  |  |
| Eiskunstlauf                     | Grazia Barcellona | Damen              | 24    |                                |  |  |  |  |
| Eiskunstlauf                     | Grazia Barcellona | Damen              | 13    | zusammen mit Carlo Fassi       |  |  |  |  |
| Ski Alpin                        | Renata Carraretto | Abfahrt            | 32    |                                |  |  |  |  |
| Ski Alpin                        | Renata Carraretto | Kombination        | 22    |                                |  |  |  |  |
| Ski Alpin                        | Renata Carraretto | Slalom             | 18    |                                |  |  |  |  |
| Ski Alpin                        | Celina Seghi | Abfahrt            | 4     |                                |  |  |  |  |
| Ski Alpin                        | Celina Seghi | Kombination        | 4     |                                |  |  |  |  |
| Ski Alpin                        | Celina Seghi | Slalom             | 14    |                                |  |  |  |  |